# إنهاء النسيج

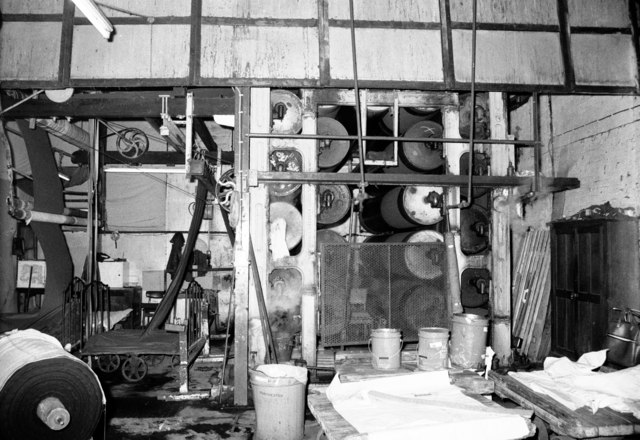

إنهاء النسيج أو التشطيب (بالإنجليزية: Textile finishing)‏ هي العمليات المستخدمة في تصنيع الألياف، والأقمشة والألبسة التي تهدف إلى إنتاج منسوجات جذابة جاهزة للبيع لتلبي متطلبات محددة، فتزيد من نوعية النسيج وتزيد معها من فرص بيعه. ويشمل «إنهاء النسيج» جميع العمليات التي تساعد على حفظ قيمة المواد النسيجية أو زيادتها. إذن، الهدف من عمليات الإنهاء تحسين ملمس ومظهر وأحيانًا أداء القماش.
يشمل إنهاء النسيج عمليات مثل: الصباغة، الطباعة، اللمسات النهائية، التكسية، إلخ. وليس لزامًا أن تنجز عملية الإنهاء في المرحلة الأخيرة من سلسلة التصنيع. فيمكن مرسرة القماش مثلاً في مرحلة متقدمة، ولكن يصقل القماش ويمرر خلال الرام في المراحل الأخيرة.
وقد يستخدم مصطلح إنهاء النسيج للدلالة إلى المعالجات التي تخضع لها المواد النسيجية بعد التبييض والصباغة أو طباعة النسيج، لوضع هذه المواد في الاستخدام أو في السوق.
من الضروري توضيح مصطلح ”Textile wet treatment“ ولنقل أننا سنترجمه بـ «المعالجات الرطبة للنسيج»، والتي هي عمليات الإنهاء باستخدام الوسط المائي.
وهي تشمل عمليات التبييض، والمرسرة، والكربنة، والصباغة، إلخ. وهي عمليات سندرسها في هذه المادة بالتفصيل. وتشمل عمليات المعالجات الرطبة أيضا عمليات التحضير قبل الصباغة مثل عمليات التشييط أو حرق الوبرة، والتثبيت الحراري، والتنفيش، إلخ.

## تصنيف عمليات إنهاء النسيج
تتداخل عمليات إنهاء النسيج ببعضها البعض، فبعض عمليات الإنهاء الميكانيكية تحتاج إلى تدخل من مواد كيميائية، ولا يمكن أن تنجز عمليات الإنهاء الكيميائية دون تدخل ومساعدة من آليات ميكانيكية مثل أدوات النقل والغمر والتجفيف. وفصل هذه العمليات إلى ميكانيكي وكيميائي يكون وفقا لظروف العملية، ووفقا للعامل الأساسي المحسن للنسيج أكان كيميائيًا أو ميكانيكيًا.

### الإنهاء الميكانيكي
يكون باستخدام وسائل ميكانيكية وفيزيائية تغير من خواص النسيج وتعدل من مظهره عادة. ومن الأمثلة على عمليات الإنهاء الميكانيكي للأقمشة:
1. الصقل: هي عملية تجهيز القماش بالتجفيف والكي بمروره بين عدة أسطوانات أو درافيل ساخنة ملساء أو ذات رسوم بارزة مما يؤثر على مظهره وكثافة النسج، ونعومته، ولمعانه وملمسه.
2. التبريز: هي حالة خاصة من الصقل عندما تكون الدرافيل مزودة بأخاديد تطبع نماذج بسيطة على القماش.
3. معالجة لتخفيف الانكماش: هذه العملية تعطي القماش كثافة أكبر وتقلل من الانكماش.
4. السنفرة أو السويدي: هي عملية حك لوجه واحد من القماش أو لوجهيه لتعدل من مظهره وملمسه فيشبه ملمس الجلد أو ملمس قشر الدراق.
5. التوبير أو التنفيش: يعطي سطحًا أزغبًا بكشط السطح وسحب نهايات الألياف خارج سطح القماش.
6. حلق الوبرة: عملية مكملة للتوبير، تقص فيها نهايات الألياف البارزة وفقا لطول منتظم.
7. الدكتزة: هي عملية معالجة الصوف الممشط ضد الانكماش وإعطاؤه الملمس والمظهر المطلوب. تنجز بنفخ البخار عبر الأقمشة الملفوفة على أسطوانة ذات ثقوب أو غمرها في الماء الساخن.
8. التشييط أو إزالة الوبرة الناتجة من بروز بعض الألياف على سطح القماش وذلك بحرقها في ماكينة خاصة يلامس فيها سطح القماش لهبًا بسرعة معينة أو سطحًا ساخنًا لدرجة حرارة عالية، ويبرد القماش فورا بعد مروره على اللهب أو السطح الساخن. أو يمكن معالجة القماش بالأنزيمات التي تأكل الألياف البارزة.
9. التجفيف: وهي عملية أساسية تتبع كل عمليات المعالجات الرطبة، ويمكن التجفيف وفقا لعدة طرق، أهمها الرام، والأسطونات، والأشعة تحت الحمراء والأشعة الراديوية، والطرد المركزي.
10. التثبيت الحراري للمنسوجات.

### الإنهاء الكيميائي
يكون بإضافة مواد كيميائية بهدف الوصول إلى النتيجة المطلوبة. ولا يتغير مظهر النسيج بعد انتهاء العملية. ومن بعض طرق الإنهاء الكيميائي:
1. تطرية
2. تعزيز الملمس (بالإنجليزية: Hand building finishes)‏
3. الكي الدائم / العناية السهلة (بالإنجليزية: Easy care/Durable press)‏
4. الإنهاء الصاد (بالإنجليزية: Repellent finishes)‏
5. إنهاء ضد الاتساخ (بالإنجليزية: Soil-release finishes)‏
6. إنهاء مثبط اللهب
7. إنهاء مضاد للانزلاق: (بالإنجليزية: non-slip finishes)‏ يؤدي انزلاق الألياف والخيوط عن بعضها إلى ظهور مشاكل في الأقمشة مثل (التكور).
8. إنهاء مضاد للكهرباء الساكنة (بالإنجليزية: Antistatic finishes)‏
9. إنهاء ضد التكور (بالإنجليزية: Anti-pilling finishes)‏
10. إنهاء ملدن.(بالإنجليزية: Elastomeric finishes)‏
11. إنهاء للحماية من الأشعة فوق البنفسجية (بالإنجليزية: UV protection finishes)‏
12. إنهاء مضاد للميكروب (بالإنجليزية: Antimicrobial finishes)‏
13. إنهاء مضاد للحشرات (بالإنجليزية: Insect resist  finishes)‏
14. إنهاء ضد الروائح (بالإنجليزية: Anti-odour finishes)‏
15. إنهاء بالبلازما: تعديل كيميائي في سطح الألياف (تأثير صاد للماء والزيت والمقاومة العالية للمواد الكيميائية)
16. صل-جل: تشكيل طبقات من مبلمرات غير عضوية على سطح الألياف. نحصل على مقاومة عالية للاحتكاك والحرارة

يجب الإشارة إلى أن معظم عمليات إنهاء النسيج وخصوصًا الكيميائية منها، يمكن أن تعدل لون وخواص الثباتية اللونية للأقمشة المصبوغة.